# Marek Zagrapan
Marek Zagrapan (* 6. Dezember 1986 in Prešov, Tschechoslowakei) ist ein ehemaliger slowakischer Eishockeyspieler, der mit der slowakischen Nationalmannschaft an der Weltmeisterschaft 2010 teilnahm.

## Karriere
Marek Zagrapan begann seine Karriere als Eishockeyspieler beim HC Prešov in seiner Geburtsstadt. Später wechselte er nach Tschechien in die Nachwuchsabteilung des HC Zlín, für dessen Profimannschaft er von 2002 bis 2004 in der Extraliga aktiv war. Dabei wurde er in der Saison 2003/04 mit Zlín Tschechischer Meister, wobei er in derselben Spielzeit parallel hauptsächlich für Zlíns U20-Junioren zum Einsatz kam. Zudem bestritt er fünf Spiele für den HC Kometa Brno in der zweitklassigen 1. Liga. Anschließend ging der Center nach Nordamerika, wo er zunächst zwei Jahre lang für die Saguenéens de Chicoutimi, die ihn beim CHL Import Draft 2004 in der ersten Rundes als insgesamt 18. Spieler gezogen hatten, in der kanadischen Juniorenliga QMJHL auf dem Eis stand. Beim NHL Entry Draft 2005 wurde er als insgesamt 13. Spieler von den Buffalo Sabres ausgewählt.
Von 2006 bis 2009 stand Zagrapan in der American Hockey League bei den Rochester Americans und Portland Pirates unter Vertrag. Trotz guter Leistungen mit jeweils um die 40 Scorerpunkte pro Saison konnte er sich nicht für einen Einsatz in der National Hockey League empfehlen. Daher schloss sich der Slowake zur Saison 2009/10 Sewerstal Tscherepowez aus der Kontinentalen Hockey-Liga an. Für diesen erzielte er in 51 Spielen 16 Scorerpunkte.
Zur folgenden Spielzeit wurde er von KHL-Neuling HK Jugra Chanty-Mansijsk verpflichtet, verließ diesen aber im Dezember 2010 wieder und erhielt beim HC Oceláři Třinec einen Vertrag bis Saisonende. Mit diesem gewann er am Ende der Saison 2010/11 den tschechischen Meistertitel. Im Juni 2011 wurde er von Hämeenlinnan Pallokerho aus der SM-liiga verpflichtet, wechselte im Jahr darauf jedoch wieder nach Třinec.
Während der Saison 2012/13 wurde er an den HC Kladno ausgeliehen, mit dem er in der Extraliga-Qualifikation aus dieser in die zweite Spielklasse abstieg. Anschließend wurde er im Mai 2014 vom HC Košice aus der slowakischen Extraliga unter Vertrag genommen, absolvierte jedoch kein Pflichtspiel für den Klub, sondern wechselte im Herbst des gleichen Jahres zu den EC Graz 99ers in die Erste Bank Eishockey Liga. 
Nach einem Jahr bei den 99ers wurde er im Juli zusammen mit drei weiteren Ausländern vom Dornbirner EC verpflichtet. Eine Saison später wechselte er zurück in die Slowakei zum HK Poprad. 2017 wechselte er zum EHC Winterthur in die Schweiz, kehrte aber nach nur einem Jahr nach Poprad zurück. 2021 wechselte er zum HC Prešov in seine Geburtsstadt. 2022 zog es ihn nach Frankreich zu den Diables Rouges de Briançon. Er spielte jedoch nur bis Dezember in der Ligue Magnus und beendete dann seine Karriere.
Nach seinem Karriereende wurde er Trainerassistent und Sportmanager beim HC Prešov.

### International
Für die Slowakei nahm Zagrapan an den U18-Junioren-Weltmeisterschaften 2003 und 2004 sowie den U20-Junioren-Weltmeisterschaften 2005 und 2006 teil. Des Weiteren stand er im Aufgebot seines Landes bei der Weltmeisterschaft 2010 in Deutschland. Bei dieser erzielte er in sechs Spielen zwei Tore.

## Erfolge und Auszeichnungen
- 2004 Tschechischer Meister mit dem HC Zlín
- 2005 CHL Top Prospects Game
- 2011 Tschechischer Meister mit dem HC Oceláři Třinec

### International
- 2003 Silbermedaille bei der U18-Junioren-Weltmeisterschaft
- 2004 Beste Plus/Minus-Bilanz bei der U18-Junioren-Weltmeisterschaft

## Statistik
(Stand: Ende der Saison 2015/16)